# Márió Németh
Márió Németh (Sárvár, 1º maggio 1995) è un calciatore ungherese, centrocampista del Budafok.

## Carriera

### Club
Ha giocato nella prima divisione ungherese.

### Nazionale
Ha giocato nelle nazionali giovanili ungheresi Under-17 ed Under-19.
Nel 2015 ha partecipato ai Mondiali Under-20.

## Statistiche

### Presenze e reti nei club
Statistiche aggiornate al 5 novembre 2020.
| Stagione        | Squadra         | Campionato      | Campionato | Campionato | Coppe nazionali | Coppe nazionali | Coppe nazionali | Coppe continentali | Coppe continentali | Coppe continentali | Altre coppe | Altre coppe | Altre coppe | Totale | Totale |
| Stagione        | Squadra         | Comp            | Pres       | Reti       | Comp            | Pres            | Reti            | Comp               | Pres               | Reti               | Comp        | Pres        | Reti        | Pres   | Reti   |
| --------------- | --------------- | --------------- | ---------- | ---------- | --------------- | --------------- | --------------- | ------------------ | ------------------ | ------------------ | ----------- | ----------- | ----------- | ------ | ------ |
| 2012-2013       | Haladás         | NBI             | 6          | 0          | MK+MKL          | 0+3             | 0               | -                  | -                  | -                  | -           | -           | -           | 9      | 0      |
| 2013-2014       | Haladás         | NB1             | 25         | 2          | MK+MKL          | 2+3             | 0+1             | -                  | -                  | -                  | -           | -           | -           | 30     | 3      |
| 2014-2015       | Haladás         | NB1             | 15         | 1          | MK+MKL          | 1+5             | 0               | -                  | -                  | -                  | -           | -           | -           | 21     | 1      |
| 2015-2016       | Haladás         | NBI             | 31         | 7          | MK              | 0               | 0               | -                  | -                  | -                  | -           | -           | -           | 31     | 7      |
| 2016-2017       | Haladás         | NBI             | 11         | 1          | MK              | 0               | 0               | -                  | -                  | -                  | -           | -           | -           | 11     | 1      |
| 2017-2018       | Haladás         | NBI             | 21         | 2          | MK              | 0               | 0               | -                  | -                  | -                  | -           | -           | -           | 21     | 2      |
| 2018-2019       | Haladás         | NBI             | 20         | 1          | MK              | 3               | 0               | -                  | -                  | -                  | -           | -           | -           | 23     | 1      |
| 2019-2020       | Haladás         | NBII            | 13         | 2          | MK              | 1               | 1               | -                  | -                  | -                  | -           | -           | -           | 14     | 3      |
| 2020-2021       | Haladás         | NBII            | 4          | 1          | MK              | 1               | 0               | -                  | -                  | -                  | -           | -           | -           | 5      | 1      |
| Totale Haladás  | Totale Haladás  | Totale Haladás  | 146        | 17         |                 | 19              | 2               |                    | -                  | -                  |             | -           | -           | 165    | 19     |
| Totale carriera | Totale carriera | Totale carriera | 146        | 17         |                 | 19              | 2               |                    | -                  | -                  |             | -           | -           | 165    | 19     |